# اجتماعیون عامیون
فرقه اجتماعیون عامیون یا حزب سوسیال دموکرات ایران، یک حزب سوسیال دموکرات با مشی انقلابی در ایران بود که در سال ۱۲۸۳ (۱۹۰۵–۱۹۰۴)، توسط حیدرخان عمواوغلی تأسیس شد.
فرقه اجتماعیون عامیون در سال‌های انقلاب مشروطه، خدمات انکارناپذیری انجام داد. اجتماعیون عامیون به معنای «سوسیال دمکرات» است. به هر رو، به همان گونه که کمیته سوسیال دموکرات ایران با حزب سوسیال دموکرات ماورای قفقاز پیوند داشت، فرقه اجتماعیون عامیون ایران نیز وابسته به فرقه اجتماعیون عامیون باکو بود. همچنین آن را شعبه ایرانی جمعیت مجاهدین نیز می‌خواندند.
این فرقه اقدام به ایجاد شاخه‌هایی در شهرهای گوناگون ایران کرد. این شاخه خود را شعبه ایالتی می‌گفتند و در تهران، تبریز، مشهد، رشت، اصفهان و تفلیس فعالیت می‌کردند.
احمد کسروی در تاریخ مشروطه ایران در ارزیابی انقلاب مشروطه و دربارهٔ مرحله دوم آن که اندیشه‌های دموکراتیک بر لیبرالیسم غلبه می‌یابند، می‌نویسد: «در تبریز دسته‌های فدایی پدید شد و کسانی مانند ستارخان و باقرخان بر راس این دسته‌ها قرار داشتند. وی (ستارخان) در ایام مشروطیت عضو انجمن حقیقت کوی امیرخیز تبریز بود و این انجمن که در آن عناصر رادیکال و دارای تمایلات سوسیال دموکراسی انقلابی شرکت داشتند، این مرد دلاور و ساده را چنان مجذوب آرمانهای انقلابی ساخت که بر تمام بقیه زندگی وی مهر و نشان خود را گذاشت… در پیدایش و بسط پایداری تبریز و آذربایجان، سوسیال دموکراتهای قفقاز و سازمان همت در باکو، نقش بزرگی خواه از جهت تعلیم سیاسی و تئوریک، خواه از جهت رساندن اسلحه و خواه از جهت اعزام داوطلبان رزمجو ایفا کردند…»
مرکز غیبی در تبریز، مدتی رابطه بسیار نزدیکی با فرقه اجتماعیون عامیون داشت و به ترویج برنامه‌های این فرقه کمک شایانی کرد.
رابطه میان علی مسیو و حیدرخان عمواوغلی بسیار عمیق بود. آن‌ها در مسائل خطیر با یکدیگر مشورت می‌کردند. حیدر خان همواره در زمانی که در تبریز بود، در کنار علی مسیو قرار داشت؛ و در جریان پایین کشیدن پرچم‌های سفید در تبریز به‌وسیله ستارخان، مبتکر و مشوق اصلی علی مسیو بود.